# Can Torrents (Castellar del Vallès)
|  | Per a altres significats, vegeu «Can Torrents». |

Can Torrents és un mas al municipi de Castellar del Vallès (Vallès Occidental) catalogat a l'Inventari del Patrimoni Arquitectònic de Catalunya. La masia és esmentada en el 1281 i anomenada antigament Mas Torrents del Vall de Rovira. Guillem de Torrents era batlle de Castellar la primera meitat del segle xv.
Es tracta d'una masia molt reformada i que conserva pocs elements genuïns, a excepció del portal adovellat de mig punt i el ràfec sobresortit, que és aprofitat per ubicar teules escantonades i arrebossades que compleixen amb la més clara funció decorativa. Al bell mig del frontis hi ha una obertura esbocinada, amb barana de forja incrustada que fa les voltes de balcó i a més, marca l'eix de simetria de l'edifici. La façana està totalment restaurada i estucada. El carener és perpendicular a la façana seguint els cànons clàssics. La masia ha estat modernitzada a inicis del segle xx.